# Monumenti e luoghi d'interesse di Bari

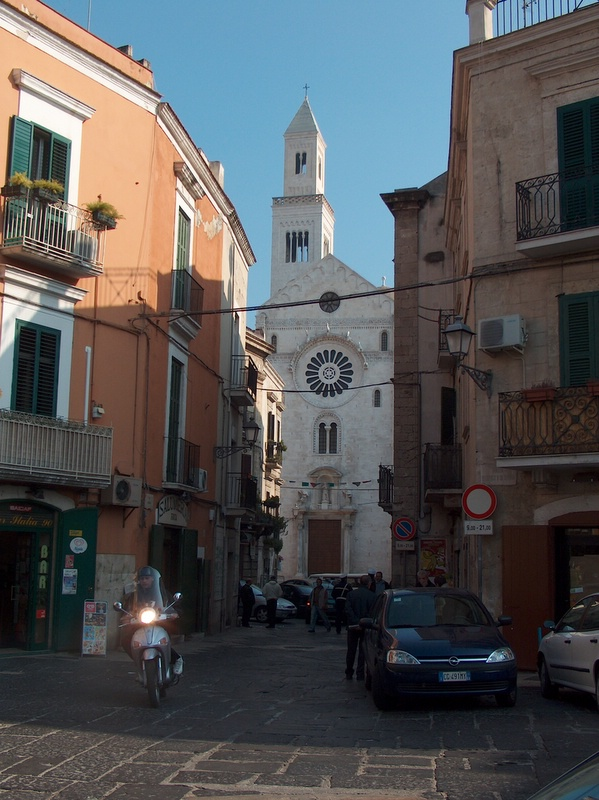
Via del centro storico che conduce alla Cattedrale.

L'odierno centro urbano è costituito dalla città nuova (fondata nel 1813 da Gioacchino Murat) che si estende tra la ferrovia e la costa con strade a reticolo ortogonale, e dalla città vecchia (la cosiddetta barivecchia) fra i porti nuovo e vecchio, chiusa a est dalle mura che la separano dal lungomare, con impianto urbanistico medievale.
Si trovano nella Bari antica notevoli monumenti romanici, tra cui la basilica di San Nicola (XII secolo), capolavoro dell'architettura romanico pugliese. La Cattedrale di San Sabino (1170-1178), nei cui archivi è conservato un celebre Exultet (codice miniato) anteriore al 1025 e contenente la liturgia del Sabato Santo.
Interessante dal punto di vista architettonico la Chiesa di San Gregorio (XI secolo-XII secolo). Celebre il Castello normanno-svevo fatto edificare da Federico II di Svevia (perlomeno il nucleo principale) sul sito di precedenti fortificazioni normanne e bizantine.
Ampliato nel XVI secolo, quando divenne dimora di Isabella d'Aragona, nel XIX secolo il castello venne prima adibito a prigione e successivamente a caserma.
Nella Città nuova si trovano il Museo Archeologico (con numerose ceramiche) e, sul lungomare Nazario Sauro, la Pinacoteca Provinciale. Poco distante dal lungomare è situato anche il Teatro Petruzzelli, edificato tra il 1898 e il 1903, recentemente riaperto al pubblico dopo una lunga ristrutturazione seguita all'incendio che lo ha gravemente danneggiato nel 1991.

## Architettura civile

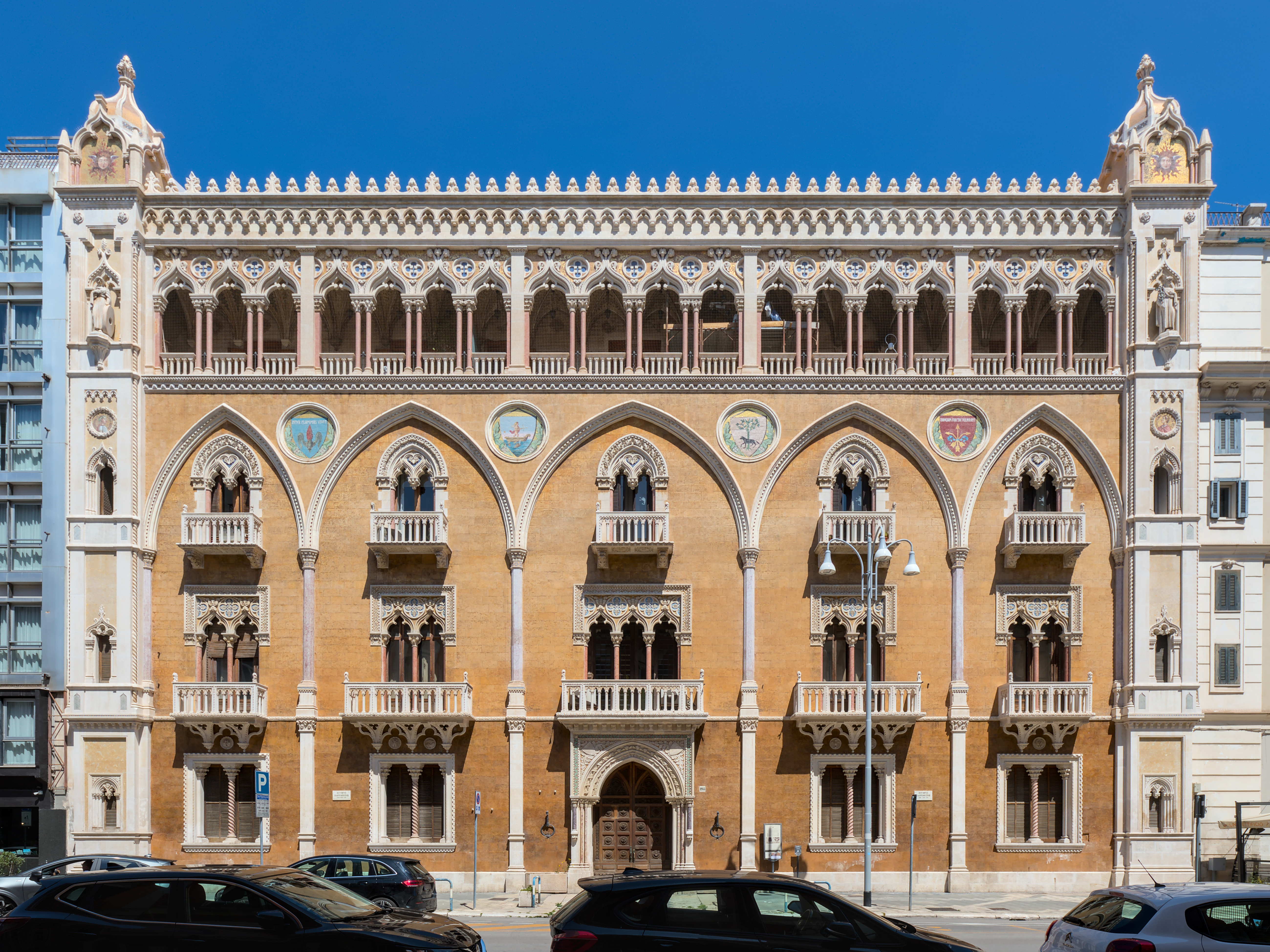
Palazzo Fizzarotti.

Foto d'insieme di Palazzo Atti all'epoca del primo dopoguerra.

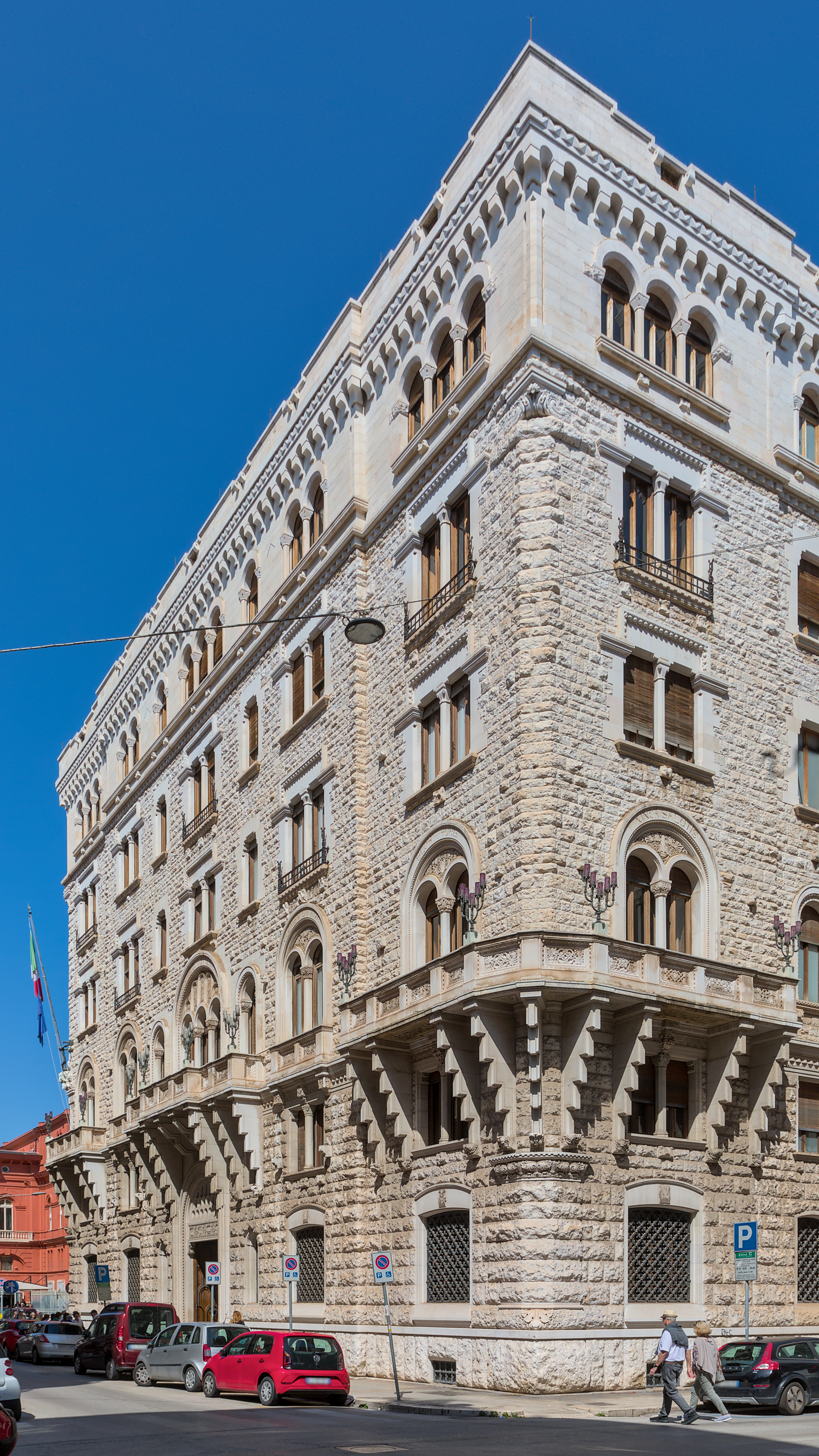
Il Palazzo dell'Acquedotto Pugliese.

### L'edilizia privata del primo Novecento
Palazzo FizzarottiIl palazzo, su volere del proprietario, il banchiere Emanuele Fizzarotti, sito su Corso Vittorio Emanuele II, fu radicalmente ampliato negli anni 1905-1907 dall'ingegnere Ettore Bernich e dall'architetto Augusto Corradini. Essi accostarono liberamente il gotico veneziano all'architettura pugliese del XIV secolo. Si presenta come un imponente edificio in stile eclettico. Molti degli stilemi del romanico pugliese vengono fusi con diverse tradizioni architettoniche. C'e ragione di credere che lo stile architettonico del palazzo, alquanto ardito per la città di Bari, ma comunque coerente con gli inizi del 900, sia stato influenzato anche dai rapporti che Emanuele Fizzarotti aveva intrapreso con la "Società Italo-Americana pel petrolio", con sede a Venezia. La facciata, composta da tre piani in stile veneziano sui quali si apre un leggero loggione colonnato, è probabilmente anche un omaggio alla liberazione della città occupata dai Saraceni compiuta dalla Serenissima nel 1002. Gli interni, accessibili mediante un suggestivo androne marmoreo, ospitano diverse decorazioni che richiamano l'epoca federiciana, allegorie delle attività economiche della Puglia e simboli esoterici. L'edificio oggi è adibito ad uso residenziale, ma ospita anche un centro polifunzionale con sale per esposizioni.
Palazzo AttiDella residenza privata, che sorge lungo il prestigioso Corso Cavour, fondamentale asse viario che separa l'originario quartiere Murat dal lungomare, salta all'occhio l'abbondanza delle decorazioni: ghirlande di fiori, motivi geometrici, persino un imponente gruppo scultoreo sulla loggia nobile al di sopra del portone principale. L'ingegner Ettore Patruno che ne curò il progetto nel 1915 intese così celebrare il trionfo dello stile eclettico in voga in quegli anni.
Albergo Cineteatro OrienteAccanto al palazzo Atti, tra il 1918 e il 1928 l'ingegner Orazio Santalucia progettò e diresse la costruzione di un edificio destinato a ricettività alberghiera e pubblici spettacoli, adottando un telaio in calcestruzzo sotto una decorazione eclettica. I solai con travi da 15 metri lo rendono tuttora un esempio notevole di quella tecnica, per l'epoca, innovativa.
Palazzo StoppelliSito in Corso Cavour e contiguo ai precedenti, Palazzo Stoppelli sorse nel 1919 con finalità commerciali e residenziali. Esso presenta i medesimi stilemi dell'albergo Cineteatro Oriente, con il quale condivideva progettista e committente.
Palazzo ColonnaIl contrasto tra il bugnato della base e le tonalità pastello dei piani superiori connota l'ampia facciata del palazzo Colonna, sul lungomare Araldo di Crollalanza. Il torrino munito di orologio alleggerisce il profilo superiore dell'edificio, che fu costruito dall'architetto Vincenzo Bavaro nel 1925 per essere utilizzato a scopo residenziale e commerciale.
Palazzo Fione-SaponaroEretto nel 1925 in prossimità del lungomare Nazario Sauro su progetto di Giovanni Logroscino, questa residenza privata si caratterizza per un'impronta classicheggiante, nella quale non mancano però elementi dell'eclettismo. I cinque piani della facciata bicroma sono ripartiti da paraste sormontate da capitelli corinzi. I parapetti dei balconi sono colonnine in muratura al piano nobile e maglie di ferro battuto con motivi floreali agli altri piani.
Palazzo Dioguardi-DuranteCostruito nel 1925 dall'architetto Saverio Dioguardi a scopo di residenza privata, il palazzo Dioguardi-Durante si trova in posizione angolare presso piazza Eroi del Mare. Tutti i cinque piani che compongono la facciata dalle morbide linee curve in stile eclettico si connotano per i balconi aggettanti e le ampie finestre affacciate verso l'Adriatico.
Kursaal SantaluciaEdificato nel 1924 dall'ing. Orazio Santalucia come residenza privata, questo edificio vicino al mare fu ben presto adibito dal progettista, che ne era anche proprietario, a sala per proiezioni. Le soluzioni formali della facciata come degli interni sono improntate al tardo Liberty, sebbene l'edificio si presenti rispettoso delle volumetrie compatte tipiche del quartiere Murat. In anni recenti Paolo Portoghesi ha riportato il Kursaal ai fasti di un tempo, preservandone le decorazioni interne originarie.

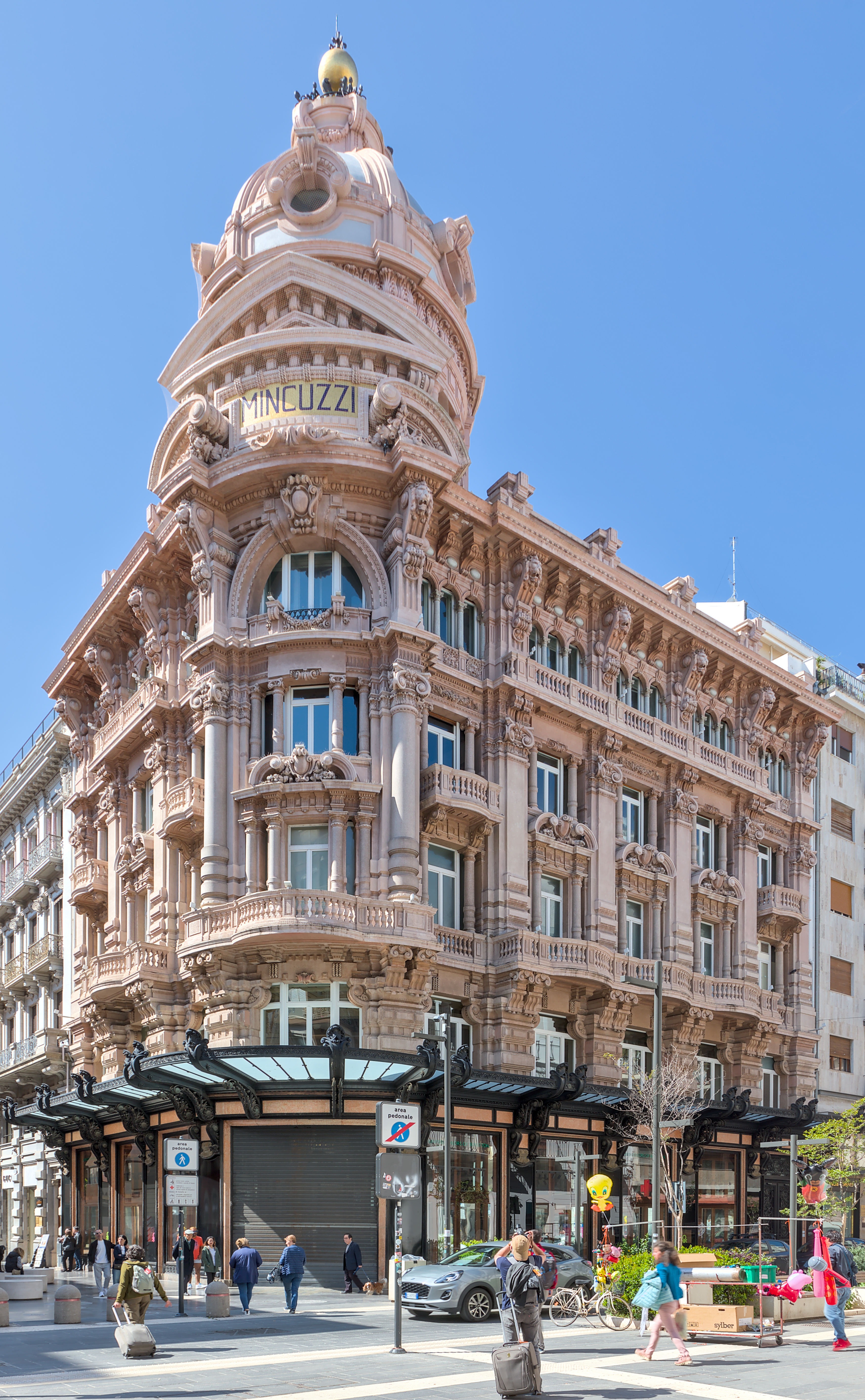
Palazzo Mincuzzi in via Sparano.

Palazzo dei magazzini MincuzziNel cuore del quartiere Murat, all'angolo tra la pulsante via Sparano e via Putignani, Aldo Forcignanò elaborò nel 1923 uno spettacolare progetto con soluzione d'angolo per l'edificio, che mantiene tuttora chiare finalità commerciali. La facciata è un coacervo di colonne, lesene bugnate, capitelli ionici e mascheroni tra i quali si sviluppano le molte finestre. Gli interni, ricchi di decorazioni Liberty, sono dominati da un monumentale scalone e illuminati dalla cupola vetrata che sovrasta l'edificio. Sempre di proprietà della famiglia Mincuzzi, il palazzo è affittato al mega store del brand Benetton dal 2002.
Palazzo privato MincuzziSulla stessa via Sparano, a poca distanza dall'edificio commerciale, sorse la residenza privata della famiglia Mincuzzi, la cui edificazione (1932) fu affidata pure a Forcignanò. Qui l'architetto predilesse una facciata razionalista dalle linee severe, ascetiche e metafisiche, concedendo solo l'alternanza del bianco all'ocra, così da richiamare la prospiciente Chiesa di San Ferdinando, la cui facciata veniva in quegli anni inglobata da Saverio Dioguardi in un nuovo edificio che seguiva i medesimi canoni estetici.
Palazzo PolliceL'architetto Sabino Calderazzi adottò soluzioni razionaliste per la facciata di questa residenza privata posta ad angolo in pieno quartiere Murat. La mole dell'edificio, di ben sei piani, e l'uso di balconi arrotondati ne facevano al momento della costruzione (anni trenta del XX secolo) un elemento di spicco nel panorama urbano.
Palazzo NoliLa bicromia della facciata, a dominante bianca alla base e ocra ai volumi superiori, caratterizza questa residenza privata, costruita negli anni 1932-1939 in via Signorile su progetto dello stesso proprietario. La mole massiccia dell'edificio è ingentilita dal profilo a spioventi del piano attico.
Albergo delle NazioniPosto simbolicamente sul lungomare a guardare verso la costa orientale dell'Adriatico, la mole bianca dell'albergo costruito nel 1932, negli anni che seguivano l'inaugurazione della Fiera del Levante è caratterizzata da una soluzione planimetrica e volumetrica incentrata sulla simmetria angolare, sebbene l'edificio abbia uno sviluppo solo in una direzione. Si tratta delle realizzazioni più riuscite dell'architetto Alberto Calza Bini.
Palazzo del Banco di Roma

### L'edilizia pubblica di epoca fascista
Palazzo dell'Acquedotto PuglieseNel 1924 l'Ente Acquedotto Pugliese si dotò di una sede centrale, affidando a Cesare Vitantonio Brunetti un edificio in Via Cognetti, a poca distanza dal mare. L'imponente candida facciata bugnata che corre attorno ai quattro lati dell'edificio dona l'aspetto inespugnabile di una fortezza. Tuttavia, varcato l'accesso, si possono ammirare gli splendidi interni scaturiti in ogni minimo particolare dalla fantasia liberty di Duilio Cambellotti: il tema dominante è quello dell'acqua, che viene proposto nei grandi affreschi della Sala del Consiglio, nei pavimenti, negli intarsi in legno e madreperla degli oltre 140 mobili originari.

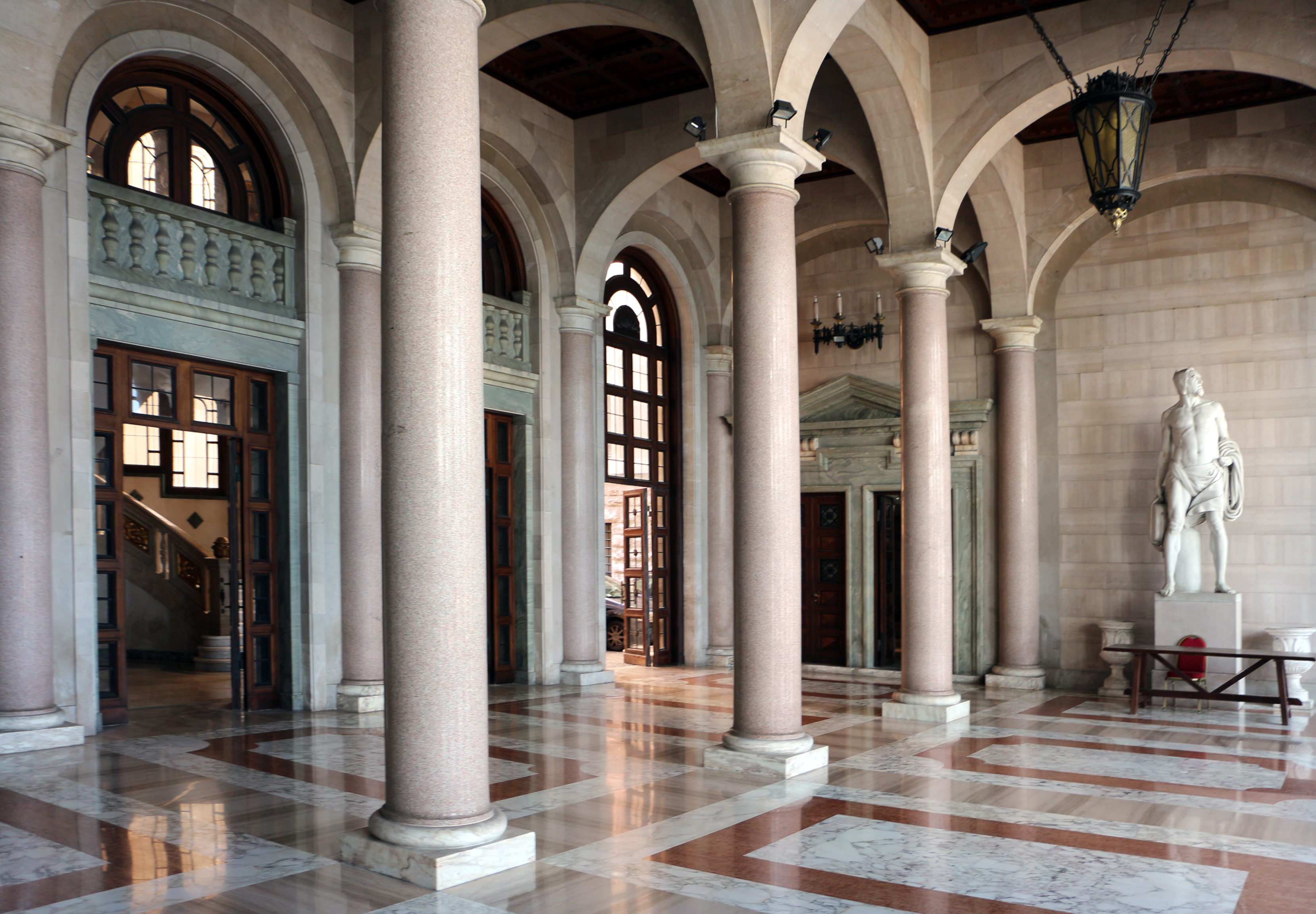
L'atrio del palazzo della Provincia

Palazzo della Città Metropolitana di BariNell'ambito del più vasto progetto di trasformazione monumentale del Lungomare Nazario Sauro a sud della città, l'Amministrazione Provinciale nel 1930 commissionò la progettazione della sua sede definitiva, alla quale parteciparono i più brillanti architetti della città coordinati da Luigi Baffa. L'edificio, terminato nel 1936, è caratterizzato dall'eclettismo che richiama l'architettura civile neomedievale. Al centro del basamento bugnato si aprono cinque grandi archi a tutto sesto che danno accesso ad un portico in marmo bicromo. Oltre i piani superiori, svetta in posizione asimmetrica una torre munita di orologio alta 62,50 m, allusione al campanile della Cattedrale, anch'esso visibile dal Lungomare Nazario Sauro. Danneggiato in maniera grave durante il secondo conflitto mondiale, oggi l'edificio ospita gli uffici e l'aula consiliare dell'Amministrazione della città metropolitana, la Pinacoteca metropolitana di Bari e l'Archivio.
Caserma Chiaffredo BergiaRisalente anch'esso agli anni trenta, il palazzo è sede del Comando Generale dell'Arma dei Carabinieri della Regione Puglia. L'imponente facciata dell'edificio sul Lungomare Nazario Sauro, opera di Cesare Bazzani, si compone di tre distinti corpi di fabbrica raccordati da un basamento continuo in pietra, e richiama in numerosi elementi le architetture militari.

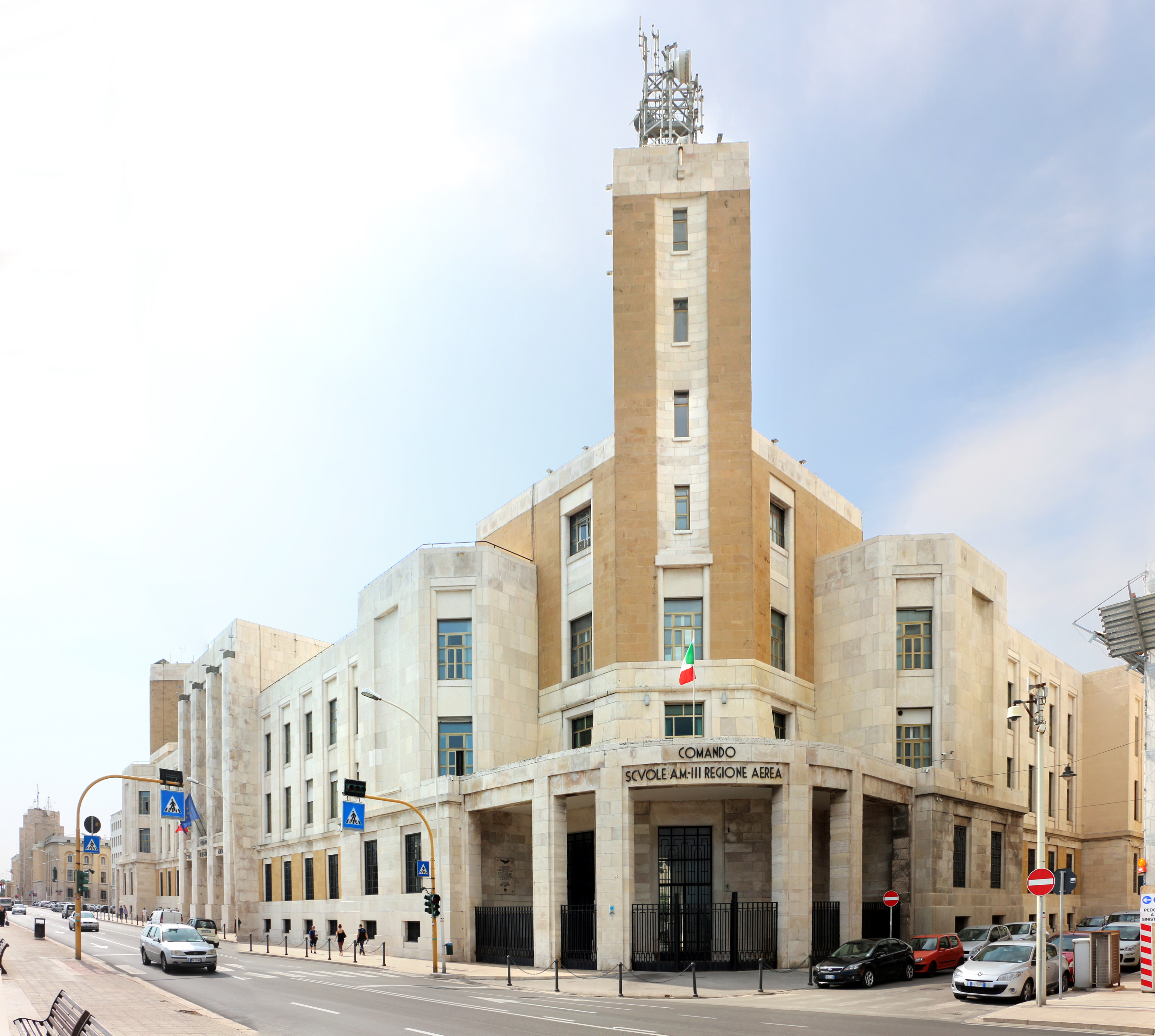
Il palazzo dell'Aeronautica

Palazzo del Comando della III Regione AereaNel 1932 il Ministero dell'Aeronautica Militare commissionò a Saverio Dioguardi e Aldo Forcignanò il palazzo destinato ad ospitare il Comando della "Terza Regione Aerea". L'edificio occupa tre lati di un isolato e oppone la facciata al mare, sulla quale la lunga teoria di finestre prive di cornice è interrotta al centro da quattro pilastri in ordine gigante che superano in altezza il resto della facciata e simulano l'ingresso. Gli ingressi sono in realtà in posizione angolare, mimetizzati dai porticati sui quali si innalzano due torri svettanti.
Caserma della milizia volontaria per la sicurezza nazionaleL'edificio fu costruito sul Lungomare Vittorio Veneto, a nord di Barivecchia, tra il 1933 e il 1937 su progetto dell'architetto barese Saverio Dioguardi. La lunga e simmetrica facciata, al centro della quale si innalza un torrino, mantiene tuttora lo stile architettonico dell'epoca fascista. Edificato come caserma della milizia volontaria per la sicurezza nazionale, ospita attualmente un comando militare.
Edificio Scolastico "Liceo Ginnasio Orazio Flacco"Costruito in epoca fascista su progetto di Concezio Petrucci, le linee razionaliste furono asservite alla celebrazione del Duce, a partire dalla pianta a corte interna che fu brillantemente resa a forma di M.
Ingresso monumentale della Fiera del LevanteTra le diverse realizzazioni architettoniche del quartiere fieristico della città, tutte realizzate in vista dell'organizzazione Fiera del Levante, l'ingresso monumentale conserva ancora integri i tratti originari del progetto del 1929 di Augusto Corradini. Si tratta di un'imponente costruzione simmetrica: due torri merlate insolitamente munite di bifore e trifore, stringono un ampio portale d'accesso che riecheggia un arco di trionfo della tradizione classica. L'affaccio sul lungomare Starita è significativo della originaria vocazione mediterranea della campionaria.
Palazzo delle Poste e TelegrafiL'architetto ministeriale Roberto Narducci nel 1931 scelse linee razionaliste per l'edificio, caratterizzato da una scalinata angolare che conduce a un portico dall'andamento curvilineo, speculare a quello delle prospiciente marciapiede. L'ingresso è sovrastato da una cupola lucernario che illumina un ampio vano circolare.
Macello comunaleUltimato nel 1930, conserva intatto lo stile monumentale fascista con ancòra la datazione impressa a caratteri romani ossia VIII, infatti il 1930 era l'ottavo anno del ventennio fascista, sul principale edificio della costruzione. In via Pietro Oreste 45, dal 2006 è diventato Cittadella della cultura: infatti è la sede della biblioteca nazionale Sagarriga Visconti-Volpi e dell'archivio di Stato, dopo la dismissione del precedente uso.

## Architettura religiosa
Il centro storico di Bari pullula di piccole e grandi chiese.
Le più maestose sono senz'altro la Cattedrale di San Sabino e la Basilica di San Nicola. Numerosissime tuttavia sono le chiese minori: Chiesa di Sant'Anna, Chiesa di Sant'Antonio abate, la Chiesa di Sant'Agostino rifatta nel 1508 dalla colonia milanese, Chiesa di San Bartolomeo, Chiesa di Santa Chiara, Chiesa di San Domenico, Chiesa di San Francesco alla Scarpa, Chiesa di Santa Pelagia, Chiesa di San Gaetano, Chiesa del Gesù, Chiesa di San Giacomo, la trecentesca Chiesa San Giovanni Crisostomo (parrocchiale di rito greco), Chiesa di San Giuseppe, Chiesa di San Gregorio dove per tutto l'anno rimane la statua di San Nicola trasferita nella propria basilica solo nei giorni della festa, Chiesa di San Luca, Chiesa di San Marco dei Veneziani, Chiesa di Santa Maria degli Angeli, Chiesa di Santa Maria del Buon Consiglio, Chiesa di Santa Maria del Monte Carmelo, Chiesa di San Martino, Chiesa di San Michele, Chiesa di Sant'Onofrio, Chiesa di Santa Scolastica, Chiesa di San Sebastiano, Chiesa di Santa Teresa delle Donne, la barocca Chiesa di Santa Teresa dei Maschi, Chiesa della SS. Trinità dei Medici, Chiesa della Vallisa, Cappella di San Nicola al Porto e, a croce greca contratta, la Chiesa di San Giorgio dei Martiri.
Otto sono le chiese scomparse o sconsacrate: San Benedetto, San Demetrio, San Eustrazio, San Tommaso Apostolo, San Pietro de Sergio Protospathario, San Nicola de ipsa Pusterula, San Giovanni Evangelista, San Apollinare.

### Chiese cattoliche
- Chiesa dell'Annunciazione;
- Basilica Pontificia di San Nicola;
- Chiesa del Buon Pastore;
- Chiesa del Sacramento;
- Chiesa di San Ciro;
- Chiesa di San Francesco d'Assisi;
- Chiesa di Santa Fara;
- Cattedrale di San Sabino;
- Chiesa del SS. Rosario;
- Chiesa dell’Immacolata Concezione (Padri Cappuccini);
- Chiesa della Madonna di Pompei;
- Chiesa della Madre della Divina Provvidenza;
- Chiesa di Maria SS. Addolorata (Opera Don Guanella);
- Chiesa della SS. Pietà;
- Chiesa della Natività di Nostro Signore;
- Chiesa di Santa Rita;
- Chiesa del Preziosissimo Sangue in San Rocco;
- Chiesa della Resurrezione;
- Chiesa di Sant'Alberto;
- Chiesa di Sant'Andrea;
- Chiesa di Sant'Anna;
- Chiesa di Sant'Antonio;
- Chiesa di San Benedetto;
- Chiesa di San Carlo Borromeo;
- Chiesa di San Cataldo;
- Chiesa di Santa Cecilia;
- Chiesa della Santa Croce;
- Chiesa di San Domenico;
- Chiesa di Sant'Enrico;
- Chiesa di San Ferdinando;
- Chiesa di San Francesco di Paola;
- Chiesa di San Gabriele dell'Addolorata;
- Chiesa di San Gaetano;
- Chiesa di San Giacomo
- Chiesa di San Giovanni Battista;
- Chiesa di san Giovanni Bosco;
- Chiesa di San Girolamo;
- Chiesa di San Giuseppe;
- Chiesa di san Luca;
- Chiesa di San Marcello;
- Chiesa di san Marco;
- Chiesa di San Marco dei Veneziani;
- Chiesa di Santa Maria degli Angeli;
- Chiesa di Santa Maria del Campo;
- Chiesa di Santa Maria del Monte Carmelo;
- Chiesa di Santa Maria delle Vittorie;
- Chiesa di Santa Maria Maddalena;
- Chiesa di San Michele;
- Chiesa di San Michele Arcangelo;
- Chiesa di San Nicola;
- Chiesa di San Paolo Apostolo;
- Chiesa di San Pasquale;
- Chiesa di San Pietro;
- Chiesa di San Pio X;
- Chiesa di San Sabino;
- Chiesa della Sacra Famiglia;
- Chiesa del Sacro Cuore;
- Chiesa della Salesiana del SS. Redentore;
- Chiesa dello Spirito Santo;
- Chiesetta di San Vito;
- Chiesa del SS. Rosario in San Nicola.

### Chiese acattoliche
- Chiesa Avventista;
- Chiesa Evangelica A.D.I.;
- Chiesa Cristiana Evangelica Battista;
- Chiesa del Regno di Dio;
- Chiesa di Cristo;
- Chiesa di Gesù dei Santi degli Ultimi Giorni;
- Chiesa Ortodossa di San Nicola Taumaturgo.

### Basilica di San Nicola

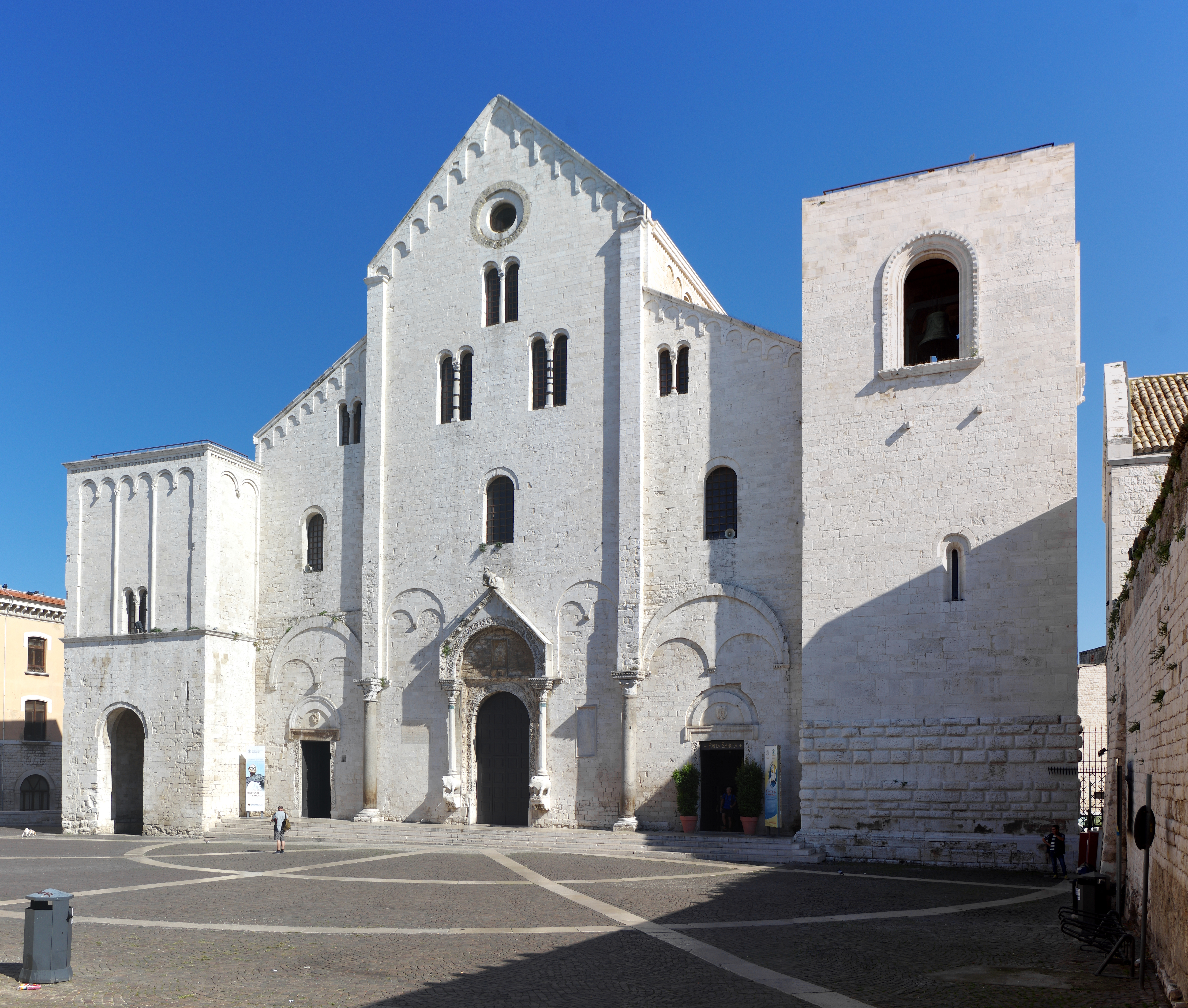
Facciata della basilica di San Nicola

Tra gli esempi più fulgidi del romanico pugliese, venne edificata a partire dal 1087 per ospitare le reliquie di san Nicola, che alcuni marinai baresi avevano traslato da Myra, in Licia. Fu visitata da papa Urbano II nel 1089 per collocare le reliquie nicolaiane, e nel 1098 per il II Concilio di Bari. Oggi è un importante centro ecumenico, meta di pellegrinaggi di cristiani ortodossi provenienti specialmente dalla Russia.
Alla severa facciata a salienti, tripartita e affiancata da due torri campanarie, corrisponde un luminoso interno a croce latina commissa, nel quale spiccano il ciborio e la sedia episcopale dell'abate Elia e il monumento alla regina di Polonia Bona Sforza.

### Cattedrale di San Sabino

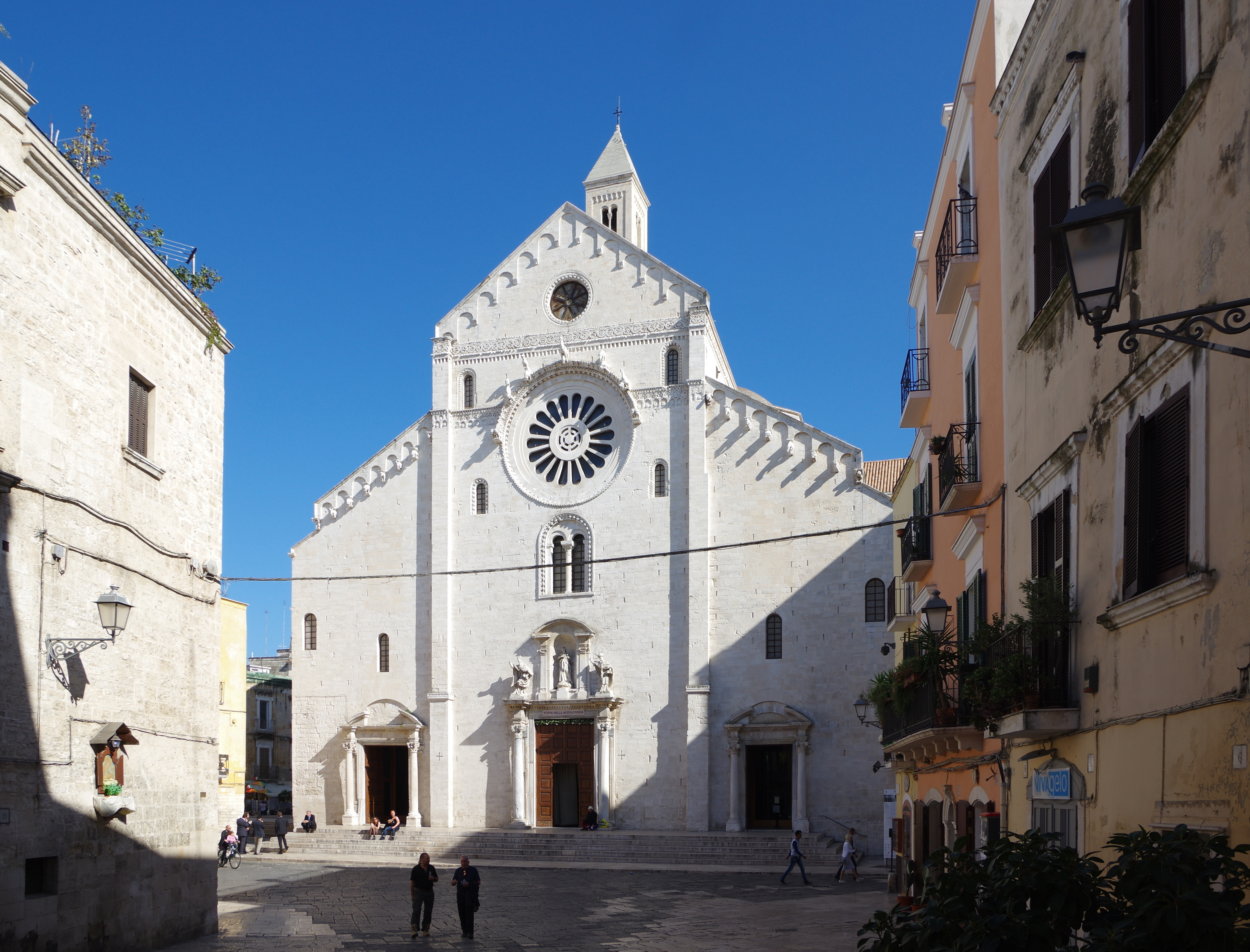
Facciata della cattedrale di San Sabino

La Cattedrale di San Sabino fu edificata nella prima metà dell'XI secolo e ricostruita negli ultimi decenni del XII secolo, in seguito alla distruzione della città ad opera di Guglielmo il Malo nel 1156. La cattedrale è una delle più maestose creazioni dell'architettura romanico-pugliese i cui elementi caratterizzanti si ritrovano nella facciata tripartita da lesene, nel esaforato del fianco sinistro, nelle testate del transetto. L'interno, con pianta a croce latina a tre navate, presenta un pulpito e un ciborio ricomposti con frammenti originari del XI e XIII secolo e ospita le reliquie di san Sabino e santa Colomba, l'icona della Madonna Odegitria e il rotolo dell'Exultet, anteriore al 1050.

### Altre chiese

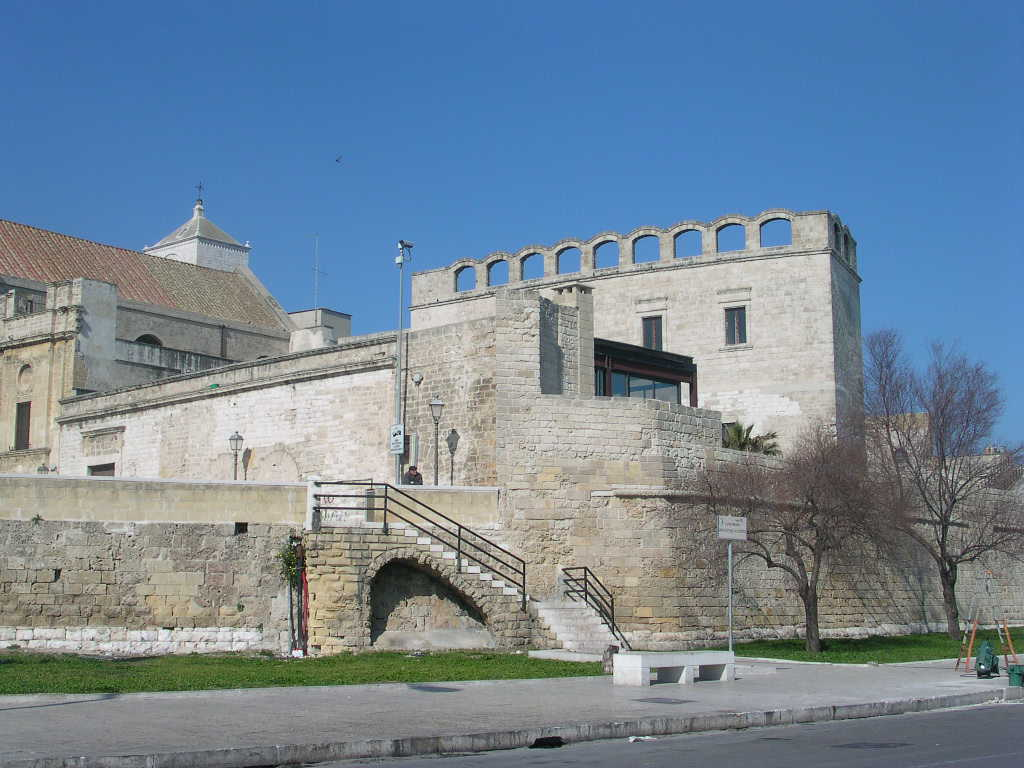
Edificio dell'ex convento di Santa Scolastica

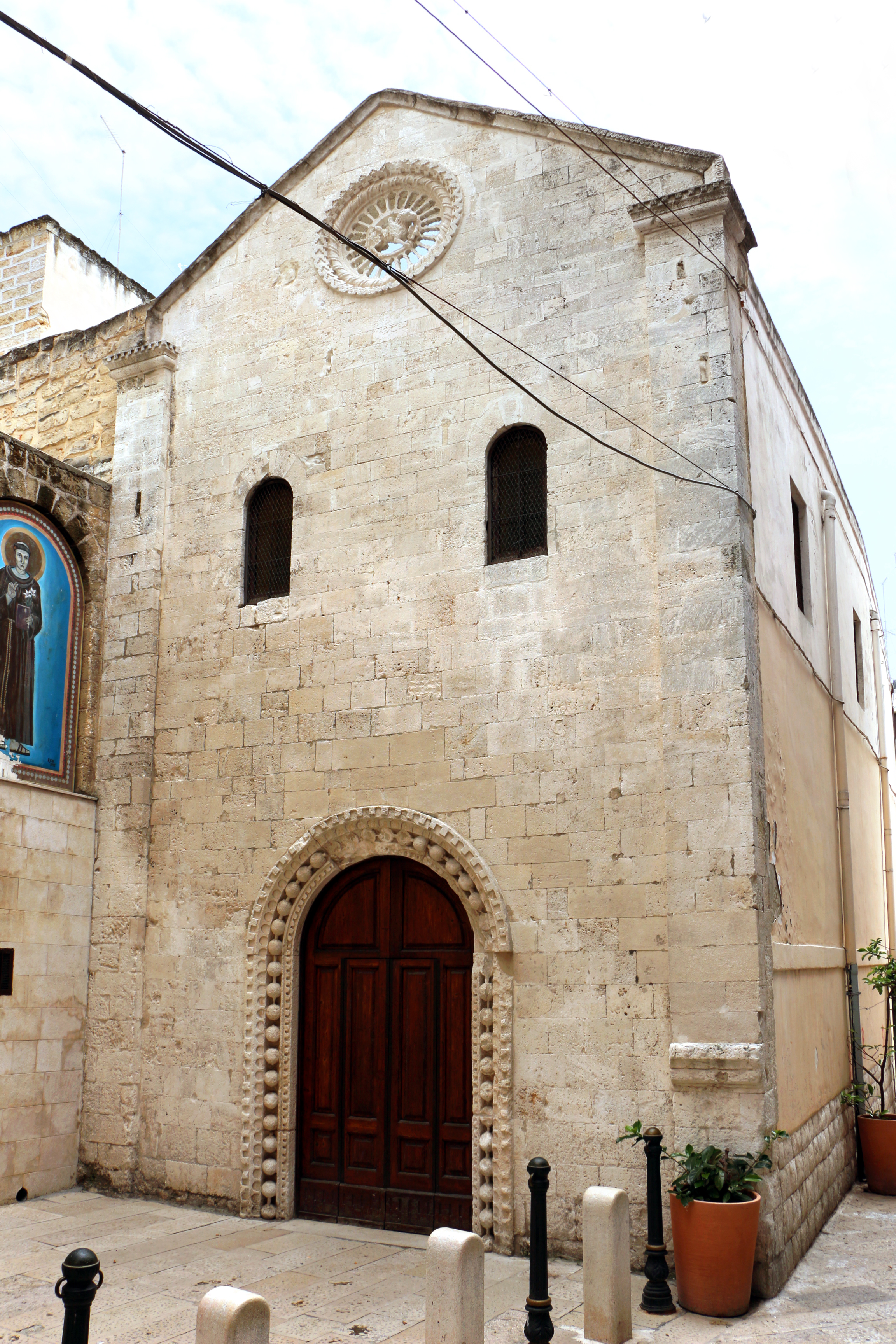
Facciata della Chiesa di San Marco

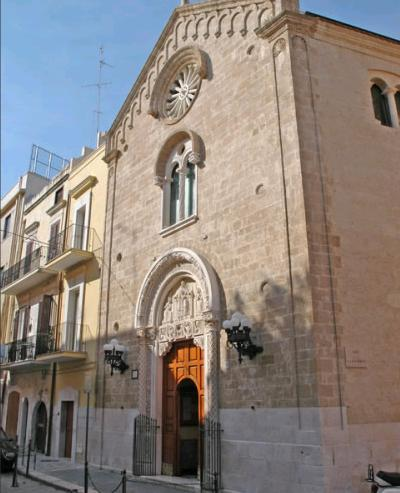
Chiesa di Santa Maria degli Angeli

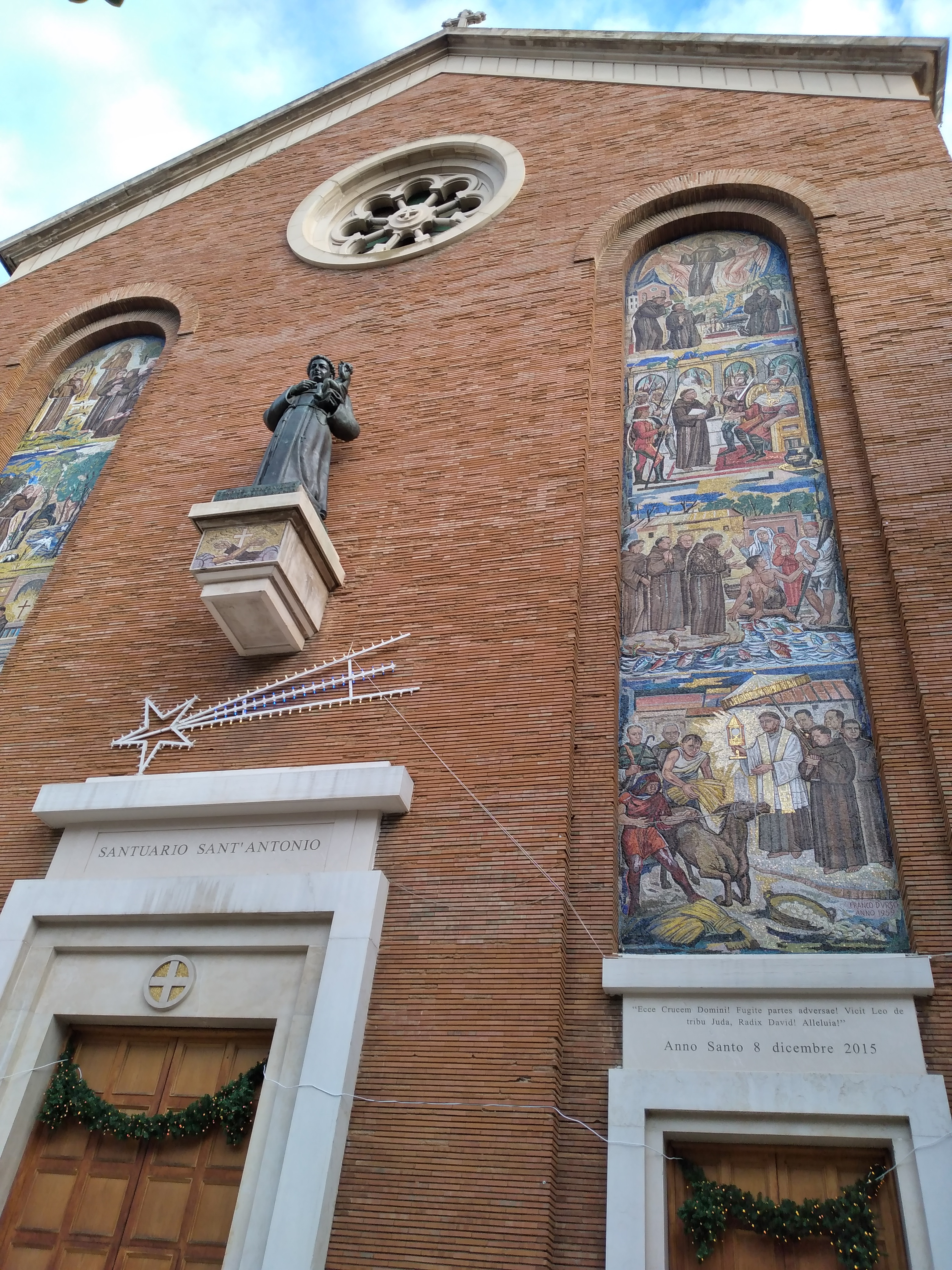
Facciata della Chiesa di Sant'Antonio

Chiesa della TrinitàSorta nell'XI secolo, la Chiesa della Trinità si presenta, dopo una radicale ristrutturazione nel Novecento che ne ha invertito l'orientamento, con un aspetto prevalentemente moderno. È composta da un piccolo atrio a tre arcate e un vano a navata unica. Nell'atrio, oltre ad una colonna appartenente all'antico complesso, sono presenti quattro lapidi. Qui inoltre si aprono due portali. Caratteristica è la porta di sinistra costituita da battenti in bronzo sui quali sono riprodotte sette scene evangeliche.
Chiesa di San GiuseppeFondata nell'VIII secolo la Chiesa di San Giuseppe è denominata anche Santa Maria Iurisannaci. Costruita per volere della nobildonna barese Romana Dottula in onore della Madonna fu poi consacrata a San Giuseppe. La Chiesa a croce greca, ospita nei due bracci laterali due piccoli altari in marmo.
Chiesa di San Marco dei VenezianiLa Chiesa di San Marco dei Veneziani fu eretta per ringraziare i veneziani che, guidati dal doge Pietro Orseolo II, avevano liberato Bari dai saraceni nel 1002. La Chiesa che oggi si osserva è diversa da quella originaria che fu distrutta nel corso delle incursioni di Guglielmo il Malo. La facciata a capanna con un rosone; l'interno comprendente un unico vano e attigua sacrestia.
Chiesa di San GregorioLa Chiesa di San Gregorio sorta tra il X e XI secolo consta di un interno suddiviso in tre navate che si concludono con altrettante absidi.
Chiesa di Santa ScolasticaIl complesso di Santa Scolastica risalente ad un periodo compreso tra l'VIII e l'XI secolo, comprende Chiesa e monastero. La facciata settecentesca è tripartita da lesene. A destra dell'edificio sorge un campanile. L'interno a tre navate è arricchito da un policromo pavimento in maiolica. Attraverso una piccola scaletta si accede al vano superiore che ospita un piccolo museo di cimeli e arredi sacri.
Chiesa di Santa PelagiaProbabilmente edificata nel XII secolo, la Chiesa di Santa Pelagia è attualmente dedicata a Sant'Anna. La facciata rimaneggiata in epoche successive presenta resti della struttura originaria. L'interno è abbellito da un crocifisso ligneo, un altare di legno dorato, quattro statue di santi e numerosi dipinti.
Chiesa del GesùRisalente al XVI secolo, la Chiesa, simbolo del potere dei gesuiti a Bari, è una delle poche della città costruite ex novo. La maestosità della Chiesa, che si apre su un piazzale, è rimarcata dall'eleganza della facciata. L'interno consta di un unico vano e di volta a botte.
Chiesa di Santa Teresa dei MaschiIl complesso di Santa Teresa dei Maschi fu edificato in due momenti: il convento nel 1671, la Chiesa nel 1690. La facciata rinascimentale tripartita da lesene è caratterizzata da un portale con scalinata. L'interno a croce greca è adornato da tele di Andrea Miglionico del XVIII secoloLa chiesa oggi è Museo dei pigmenti naturali colorati e sede della Bibart Biennale internazionale d'arte contemporanea
Chiesa di San MicheleLa Chiesa barocca di San Michele ha interno con ambiente unico, dove sono collocati tre altari, quello maggiore e due lungo le pareti laterali. Attraverso due scale con andamento a S ai lati dell'altare maggiore è possibile scendere nella cripta dove, secondo la tradizione, sarebbero state deposte provvisoriamente, dall'abate Elia, le reliquie di San Nicola. Da uno stretto passaggio ricavato nella controfacciata è possibile invece accedere allo scavo archeologico realizzato in occasione della ristrutturazione della chiesa negli anni '80 del secolo scorso: qui è possibile individuare i resti di una struttura preesistente, probabilmente identificabile con la chiesa di San Benedetto, appartenente all'omonimo monastero fondato nel X secolo.
Chiesa della VallisaLa costruzione della Chiesa è da ricondurre all'XI secolo. Recenti restauri hanno modificato radicalmente l'aspetto dell'originaria costruzione. L'interno è a tre navate e delimitato da quattro colonne per lato. L'edificio, non più adibito per le funzioni religiose, ospita oggi manifestazioni culturali è un auditorium dove si svolgono tutto l'anno spettacoli teatrali gestito dall'associazione Vallisa le dimore della cultura
Chiesa di San FerdinandoSi tratta del primo edificio di culto del quartiere Murat e fu fatta costruire, su sollecitazione dell'arcivescovo Michele Basilio Clary, dal re Ferdinando II di Borbone in onore del quale la chiesa fu intitolata all'omonimo santo. Il progetto originario, di Fausto Nicolini, consisteva in una struttura parallelepipeda dagli evidenti richiami neoclassici nel vestibolo colonnato e munito di timpano. Successivamente l'edificio venne inglobato in una struttura bicroma in stile razionalista progettata da Saverio Dioguardi nel 1932.
Chiesa russa di BariLa costruzione dell'edificio sacro riservato al culto ortodosso fu voluta nel 1911 dalla Società Imperiale Ortodossa di Palestina, ma l'edificazione del tempio, la cui prima pietra venne posta 1913, fu completata solo dopo la prima guerra mondiale. Nel 2007 in occasione della visita del premier russo Vladimir Putin a Bari, la Chiesa è stata donata allo Stato Russo.

## Architettura militare

### Castello normanno-svevo

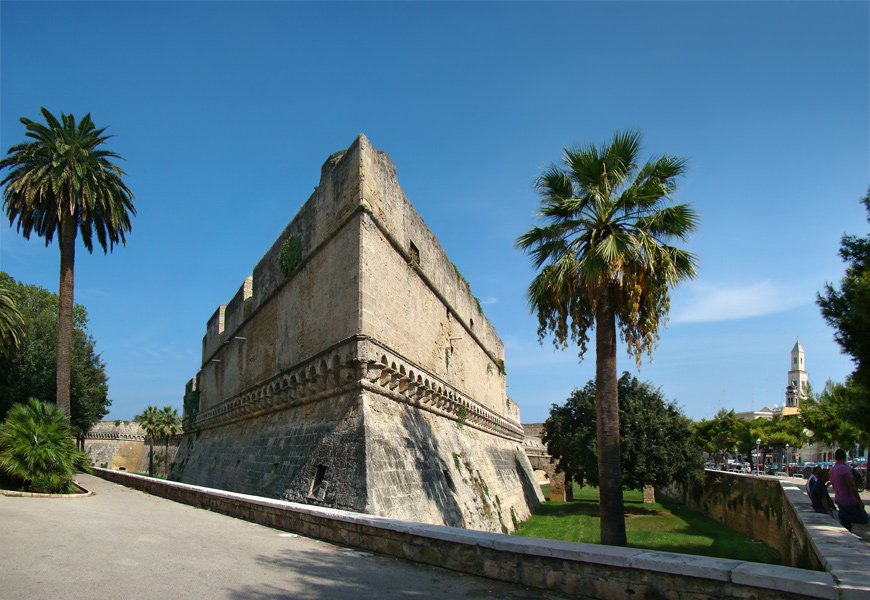
Castello normanno-svevo.

Il Castello normanno-svevo sorse intorno al 1131 per volontà di Ruggero il Normanno. Nel 1156 Guglielmo I di Sicilia lo distrusse quasi completamente e Guido il Vasto, per volontà di Federico II di Svevia, si occupò della sua ricostruzione.
Il possente e grandioso castello consta di due parti distinte: la prima comprendente il mastio, di origine bizantino-normanna e trasformato da Federico II tra il 1233 e il 1240, a pianta trapezoidale con due torri delle quattro originarie; la seconda che ingloba i baluardi a scarpata con torrioni angolari a lancia sul fossato che furono addizionati nel XVI secolo sui tre lati dalla parte terrestre. Il lato Nord, quello marittimo, conserva il portale ogivale (ora murato) e le graziose bifore della costruzione duecentesca.
Al castello si accede dal lato sud, varcando il ponte sul fossato ed entrando nel cortile tra i baluardi cinquecenteschi e il mastio svevo, sulle cui torri e cortine costruite in bozze di pietra scura, si notano diverse monofore. Sul lato ovest un portale gotico scolpito immette in un atrio su colonne con volte a crociera, dal quale si passa nel cortile interno, quadrilatero, di impianto rinascimentale, assai rimaneggiato. In questo interno, sulla sinistra in un salone terreno è presente la gipsoteca all'interno della quale sono accolti numerosi calchi che ritraggono le più interessanti sculture architettoniche e decorative dei monumenti romanici di Puglia. Accanto, una interessante sala con volta a botte costolonata a sesto acuto, adibita ad archivio.
Al piano superiore, nel lato meridionale del castello, vi sono vari ambienti ove è ubicata la Soprintendenza alle Gallerie. Il lato Nord ospita, in due ampie sale al piano superiore, i dipinti restaurati.

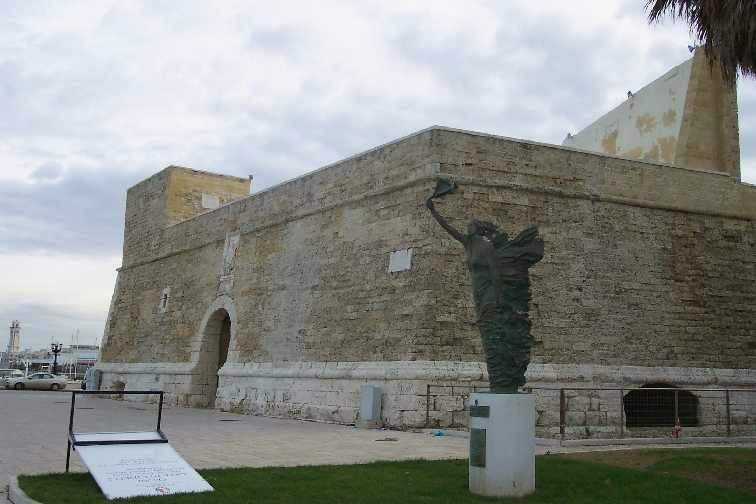
Ingresso al fortino di Sant'Antonio abate.

### Fortino di Sant'Antonio abate
Il Forte di Sant'Antonio abate fu eretto per scopi difensivi. La data di costruzione non è accertata; tuttavia talune fonti citano il forte a partire dal XIV secolo. Distrutto dai baresi nel 1463, fu ricostruito nel XVI secolo per volere di Isabella d'Aragona.
Una graziosa statua lignea del santo a cui è dedicata la costruzione si trova in una cappella sotto l'androne.
Unico giorno in cui la cappella è visitabile, è il 17 gennaio, giorno in cui viene aperta per celebrare cerimonie religiose. Nella cappelletta è inoltre degno di nota un quadro di autore ignoto raffigurante Sant'Antonio abate.
I suoi spazi vengono attualmente utilizzati per eventi culturali

### Sacrario Militare dei Caduti d'Oltremare
Commissionato dal Ministero della difesa agli ingegneri Arnaldo Tuzi e Giuseppe Triggiani, fu completato nel 1967 al quartiere Japigia. All'interno di un giardino, l'edificio in pietra ocra e pietra di Trani ospita i resti di 76 000 militari italiani, 40 000 dei quali ignoti, caduti nei cosiddetti territori d'Oltremare (Africa e Balcani) tra la guerra d'Eritrea e la II guerra mondiale. Un piccolo museo raccoglie cimeli bellici usati dalle truppe italiane e da quelle degli eserciti che le fronteggiarono. All'ingresso, la riproduzione di otto archi di un acquedotto romano e altrettanti di un edificio coloniale simboleggia le otto guerre italiane combattute in Africa.

Foto d'epoca del Teatro Margherita

## Architettura dell'arte

### Luoghi della musica
Teatro Margherita
In origine teatro lirico, dopo il restauro e riconversione in museo di arte contemporanea.
Teatro Petruzzelli
Il Teatro Petruzzelli, di proprietà della famiglia Messeni Nemagna, è il maggiore teatro della città di Bari e il quarto più grande teatro d'Italia.
Teatro Piccinni
Il teatro comunale Niccolò Piccinni è il più antico teatro della città di Bari. Il teatro all'italiana è dedicato al compositore barese Niccolò Piccinni.
Teatro Team

### Luoghi espositivi
Archivio di Stato di Bari

Cittadella Mediterranea della Scienza

Galleria Doppelgaenger

Galleria centro d'arte Santa Teresa dei Maschi

Galleria nazionale della Puglia

Gipsoteca

Museo archeologico di Santa Scolastica

Museo della Cattedrale

Museo civico di Bari

Museo dei pigmenti colorati Santa Teresa dei Maschi

Museo nicolaiano

Museo del Fischietto in Terracotta

Museo della Fotografia

Museo di Scienze della Terra

Palazzo Atti

Palazzo Simi

Pinacoteca metropolitana di Bari

Planetario di Bari

Spazio Murat
In Piazza del Ferrarese si affaccia lo Spazio Murat, sala espositiva dedicata alle arti contemporanee. Costituisce insieme con il Teatro Margherita e l’ex Mercato del Pesce, il Polo del Contemporaneo della città di Bari.

## Lungomare
(Giorgio Caproni, L'opera in versi, 1998)

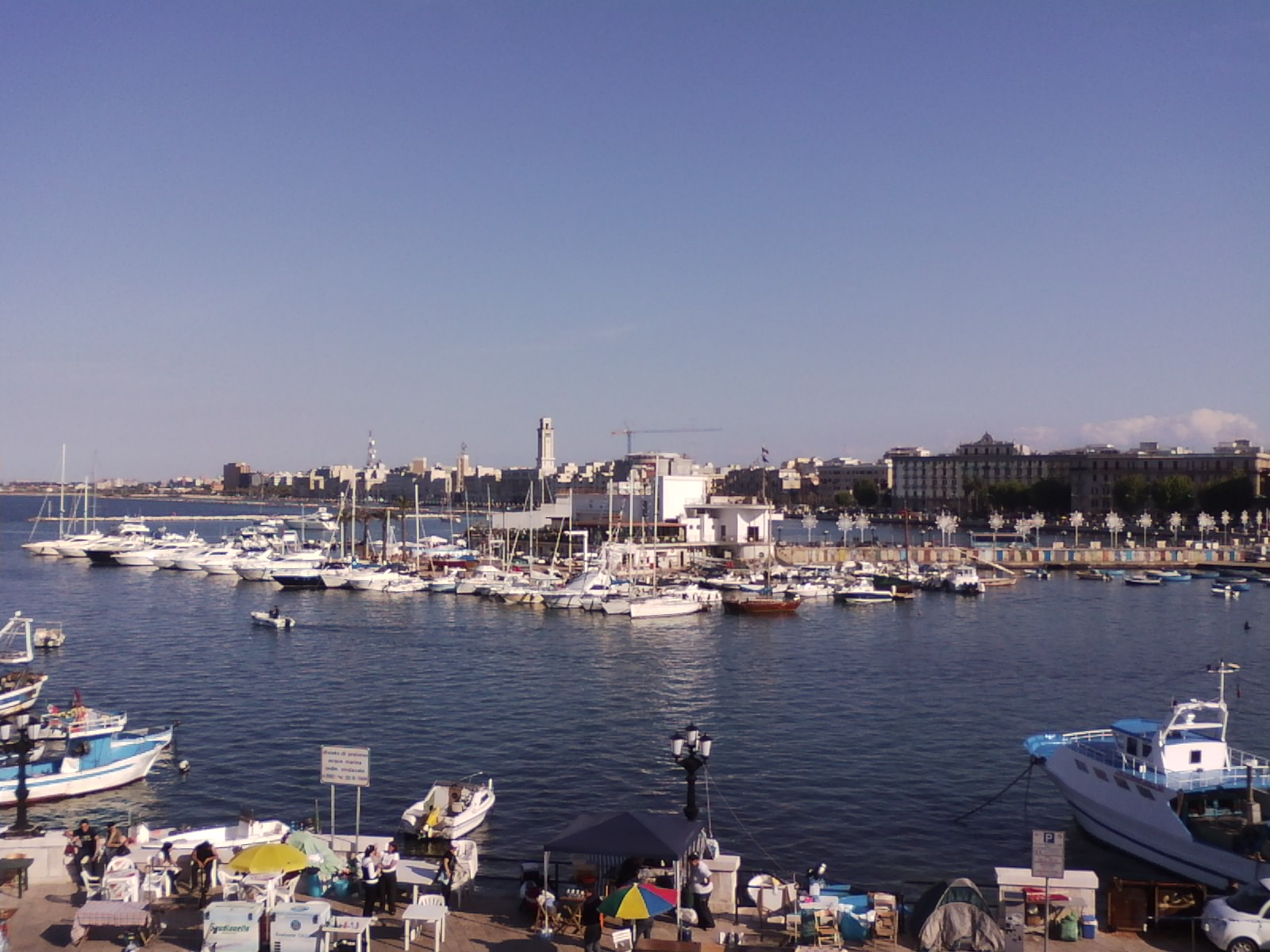
Lungomare Nazario Sauro

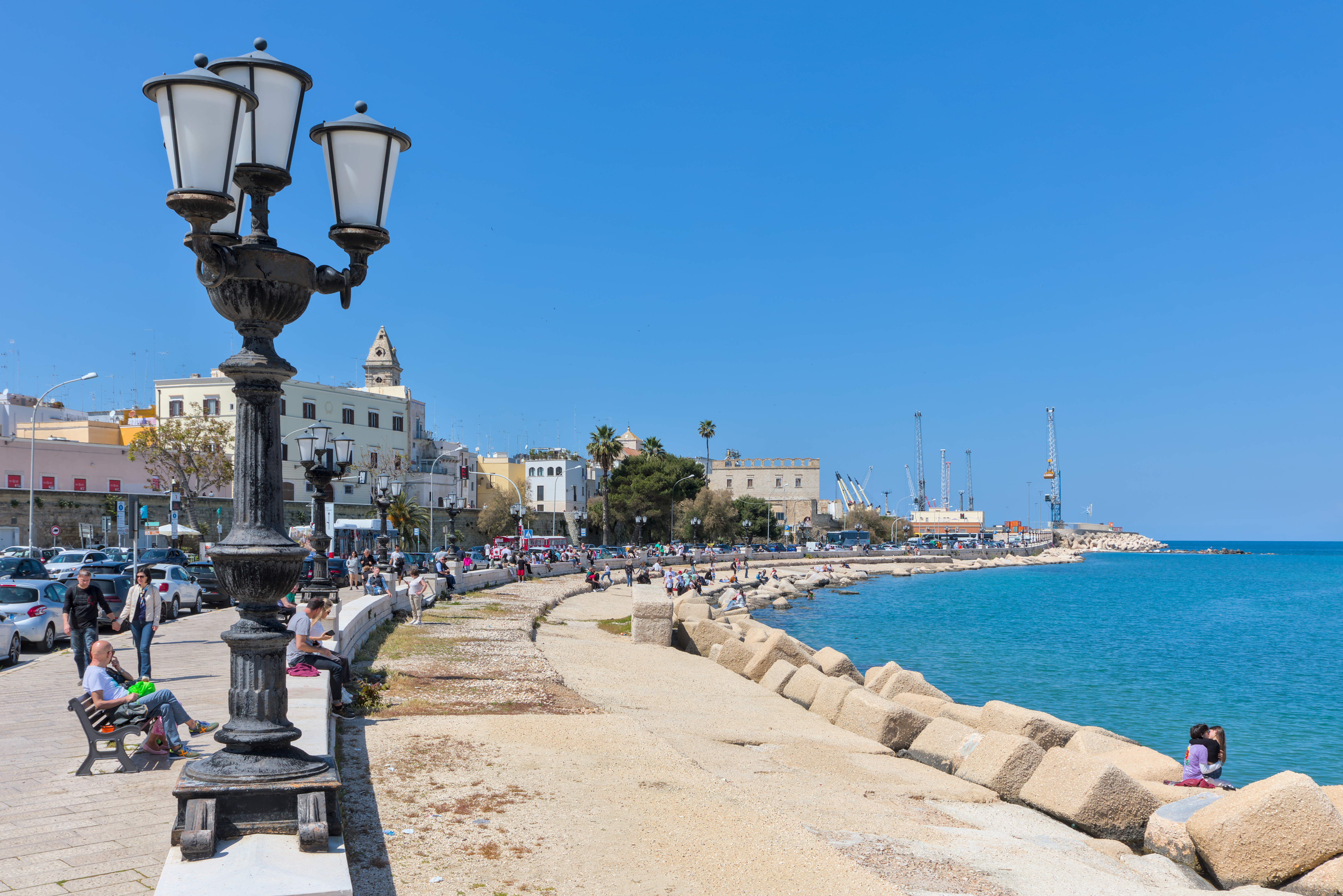
Lungomare Imperatore Augusto

Le Vie Imperatore Augusto, Araldo di Crollalanza e Nazario Sauro costituiscono la porzione più nota del lungomare di Bari.
Il Lungomare Imperatore Augusto è un'ampia via che si estende dal Piazzale Colombo alla radice del molo del porto nuovo fino alla Piazza Eroi del Mare, aperta sul porto vecchio.
La via segue l'andamento delle vecchie mura della città vecchia, della quale si vedono sovrastare pittorescamente i campanili e le cupole; il tutto offre un ammirevole panorama sul mare. A metà del percorso un passaggio aperto nell'antica cinta muraria mette in comunicazione con la piazza antistante la Basilica di San Nicola.
Il Lungomare Araldo di Crollalanza si estende da Piazza Eroi del Mare a Piazza Armando Diaz; il Lungomare Nazario Sauro, prolungamento del Lungomare Araldo di Crollalanza, è anch'esso un encomiabile viale litoraneo con veduta panoramica sulla costa che, partendo dalla rotonda di Piazza Armando Diaz e costeggiando la Pinacoteca Provinciale, si congiunge con il Lungomare Armando Perotti.
Sul lungomare sono poste varie sculture, tra le quali si ricorda il busto di Giuseppe Mazzini, opera di Alterige Giorgi, donata nel 1952 della città di Carrara.

## Parchi e giardini

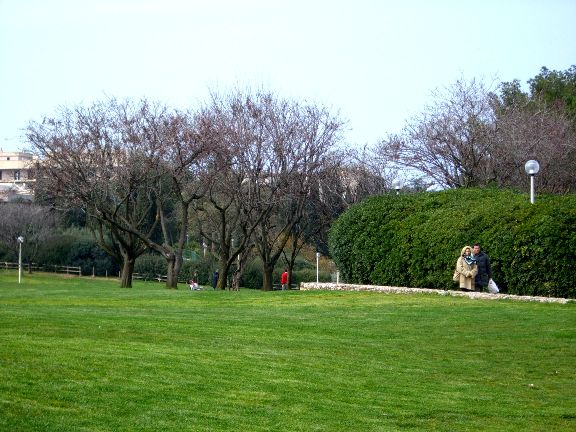
Parco Due giugno

Quella che negli anni '50 era conosciuta come una città circondata da sterminate campagne caratterizzate da macchia mediterranea, laddove non v'erano uliveti, che ancora al suo interno possedeva masserie imponenti dai giardini ornati da palme oggi è una città caratterizzata da molti spazi verdi tra cui vanno ricordati il Parco 2 giugno, nel quartiere Carrassi, ai margini dell'area centrale della città (nel quale è ubicata la grande meridiana del 1987) e l'antica Pineta San Francesco alla Rena, un folto parco alberato situato nella zona adibita ad ospitare la Fiera del Levante. L'area verde, lontana dal centro cittadino e vicino alla grossa arteria di via Napoli, è costeggiata dal Torrente Lamasinata (molto più conosciuto col nome popolare di Canalone), ramo acquatico aperto sul mare, che procede rasente la tangenziale giungendo fino al rione Stanic, la cui foce sabbiosa è meta di bagnanti ogni estate (vedi più giù Spiagge). Il parco è meta di molti baresi i quali, specie d'estate, cercando di evadere dalla promiscuità del centro, trovano nella pineta luogo entro il quale condividere insolita quiete.
Più recenti sono il parco Ecopoli nel quartiere Japigia, il parco di viale Europa nel quartiere San Paolo e il parco Perotti, nei pressi dell'omonimo lungomare, sorto sull'area occupata fino al 2006 dal complesso immobiliare di Punta Perotti. Il 23 ottobre 2005, il parco costruito poco tempo prima nella ex cava Di Maso del quartiere Santa Rita, è andato distrutto a causa di un'inondazione avvenuta a seguito alle piogge torrenziali che si abbatterono su Bari in quei giorni.
Fra le rigide maglie del centro murattiano si trovano il giardino di piazza Garibaldi, quello di piazza Cesare Battisti e quello di piazza Umberto I. Ai margini della città vecchia, a ridosso del fossato lungo il lato ovest del Castello normanno-svevo, si trovano infine i Giardini Isabella d'Aragona.

## Spiagge

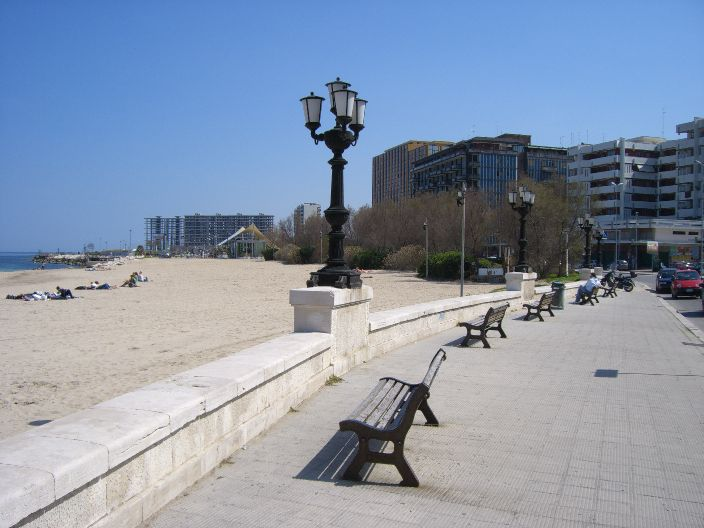
Spiaggia "Pane e pomodoro"

Bari, città marittima, vede la presenza di diversi lidi privati e pubblici distribuiti lungo tutto il litorale comunale. Le più rinomate e frequentate spiagge della città sono essenzialmente il celeberrimo Lido Pane e Pomodoro tristemente conosciuto per vicende legate all'inquinamento delle sue acque, e il Lido San Francesco.
Il Lido Pane e Pomodoro, frequentatissimo dai baresi che vedono nel luogo punto in cui recarsi soprattutto nei mesi estivi quando il centro cittadino si trasforma in una vera e propria fornace, si trova poco distante dalla città nuova nelle vicinanze dei giardini di Piazza Antonio Gramsci. L'altro lido in cui grande parte della cittadinanza usa recarsi è il Lido San Francesco, a poca distanza dal Bosco di San Francesco alla Rena, presso la zona di punta San Cataldo in cui ha sede la pluri decennale rassegna della Fiera del Levante.
Adiacente al Lido San Francesco, esattamente al confine del rione San Girolamo, si trova il Torrente Derivatore Lamasinata nella cui foce sabbiosa, ogni estate, si viene ad insediare una moltitudine di bagnanti. Lo stanziamento di sedie ed ombrelloni è possibile in quanto il Torrente Derivatore Lamasinata è per la maggior parte del tempo asciutto: la sua funzione si espleta nel raccoglimento delle acque piovane provenienti dalla Murgia barese, garantendo uno sbocco al mare e scongiurando il pericolo di facili alluvioni. Il torrente in questione e, per estensione, la spiaggia libera ad esso pertinente sono conosciuti con il nome popolare di Canalone: "Andare al Canalone", in riferimento alla balneazione estiva, è un'espressione comune e radicata ormai da anni nel folklore barese.